# Roberto Soldado
Roberto Soldado Rillo (Valencia, 27 de mayo de 1985), más conocido como Soldado, es un exfutbolista español que jugaba como delantero y su último equipo fue el Levante U. D. Fue internacional con la selección de España en 12 ocasiones, anotando 7 goles, entre 2007 y 2013. En 2012 fue el máximo goleador nacional con 17 goles en 32 partidos con el Valencia C. F., galardonado con el Trofeo Zarra.

## Trayectoria
Inició su carrera deportiva en el Club Deportivo Don Bosco, el equipo de su colegio en la ciudad de Valencia, hasta que ingresó en la "La Fábrica" con catorce años en el año 2000, la cantera del Real Madrid, club con el que debutó en Primera División en el año 2005.

### Real Madrid C. F.
Soldado pasó por las categorías inferiores del Real Madrid C. F. hasta que en la temporada 2002-03 ascendió al Real Madrid C. F. "C" y el Real Madrid C. F. "B", donde empezó a despuntar como goleador con siete tantos en su primer año, dieciséis el segundo y veintiuno el tercero, además de ascender a Segunda División con el equipo. En la temporada 2004-05, siendo aún del filial, debutó en la Copa del Rey frente al C. D. Tenerife.
Durante la temporada 2005-06 debutó con el Real Madrid en Primera División el día 23 de octubre de 2005 ante el Valencia C. F. Continuó siendo requerido en varias ocasiones por el primer equipo para disputar partidos de Liga y de Liga de Campeones. Terminó la temporada con veintinueve partidos disputados y diecinueve goles con el Castilla, quedando como el segundo máximo goleador de la Segunda División.
En la temporada 2006-07 fue cedido al C. A. Osasuna, pero regresó al conjunto blanco en la temporada 2007-08 tras su buena actuación, ampliando su contrato con el Real Madrid hasta el año 2012 y portando el dorsal 9. Sin embargo, el técnico Bernd Schuster, solo contó con él para disputar siete partidos en toda la temporada. Por ello, el jugador fue traspasado al Getafe C. F. a cambio de 6 millones de euros.

### C. A. Osasuna
En la temporada 2006-07 Soldado fue cedido al C. A. Osasuna, equipo que juega en la Primera División. Se convirtió, en esa temporada, en el máximo goleador del equipo con once tantos y logrando el mayor éxito en la historia del club al alcanzar las semifinales de la Copa de la UEFA.

### Getafe C. F.
El 29 de julio de 2008, Soldado fue traspasado por el Real Madrid al Getafe C. F. a cambio de 6 millones de euros, cuatro millones iniciales más dos más si el jugador era vendido a otro club en el futuro. En su contrato fichó por cuatro temporadas.
Arrancó la temporada 2008-09 alternando entre la titularidad y el banquillo, pero tras sus buenas actuaciones, pasó a ser titular indiscutible para el entrenador Víctor Muñoz. A pesar del mal rendimiento del equipo, Soldado logró anotar diecisiete goles, convirtiéndose en el máximo goleador del equipo. Esa temporada el Getafe logró la permanencia gracias al reemplazo, en la jornada 31, del entrenador, por Míchel González.
En la temporada 2009-10, el equipo arrancó bien la Liga, ganando 1-4 al Real Racing Club de Santander con un hat-trick de Soldado. En esta campaña, el equipo navegó por la primera mitad de la tabla gracias al buen nivel de juego del equipo y el gran rendimiento de jugadores como Pedro León y Soldado. La Liga terminó con el Getafe en la sexta posición, clasificándose para disputar la Europa League. Roberto, a pesar de sufrir una lesión en la rodilla que lo mantuvo alejado de los terrenos de juego durante seis semanas, anotó dieciséis goles en veintiséis partidos de Liga. En la Copa del Rey, el Getafe llegó a semifinales, donde fue eliminado por el Sevilla F. C., y Soldado anotó cuatro goles en cuatro partidos. La temporada la terminó como máximo goleador de su equipo, con un total de treinta partidos disputandos y veinte goles.

### Valencia C. F.

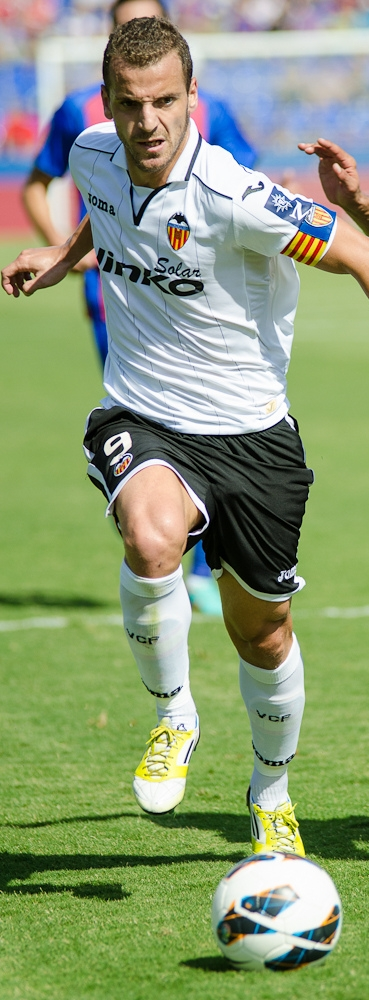
Soldado, con el brazalete de capitán del Valencia C. F. en 2012

El 9 de junio de 2010 se anunció el traspaso de Roberto Soldado al Valencia C. F. por la suma de 10 millones de euros, el precio de su cláusula de rescisión. Fichado por el club ché para sustituir la posición de David Villa, debutó con la elástica blanquinegra el 25 de julio de 2010 frente al Al-Hilal, bajo las órdenes del técnico Unai Emery y marcando su primer gol como valencianista. Durante la temporada 2010-11, su primera con el Valencia, tuvo un inicio irregular, pero se afianzó como el goleador del equipo, marcando once goles en los últimos siete partidos, cuatro de ellos a su exequipo, el Getafe C. F. Al final, el delantero valenciano cerró su primera temporada como valencianista con veinticinco goles en cuarenta y dos partidos disputados.
En la temporada 2011-12, Soldado ya era uno de los capitanes del conjunto del técnico Unai Emery. Comenzó la campaña anotando cinco goles en los tres primeros partidos de Liga. Terminó la temporada disputado treinta y dos partidos y, tras lograr diecisiete goles en Liga, recibió el Trofeo Zarra, que premia al máximo goleador nacional en la Liga, y obtuvo el sexto puesto del Trofeo Pichichi de la Liga 2011-12 junto a Fernando Llorente. También consiguió convertirse en el máximo goleador valencianista de la Liga de Campeones, con once goles, superando el registro de Juan Sánchez con nueve goles, después de marcar un hat-trick en Mestalla frente al K. R. C. Genk, en un partido que finalizó con victoria local por 7-0.
La temporada 2012-13 la comenzó disputando un partido de Liga en el estadio Santiago Bernabéu frente al Real Madrid C. F., partido en el que le anularon su primer gol de la temporada por considerar el árbitro que se encontraba en posición de fuera de juego. Sus dos primeros tantos oficiales llegaron en el estadio de Mestalla, frente al R. C. Deportivo de la Coruña.
El 23 de octubre de 2012, en el partido de Liga de Campeones que enfrentaba al BATE Borisov y al Valencia C. F., que terminó con la victoria valencianista por 3-0, gracias al hat-trick de Soldado, se convirtió en el primer jugador español en marcar dos hat-tricks en la competición. Esos tres goles también le permitieron convertirse en el jugador de la historia del club que más goles ha conseguido en la misma, hasta el momento con catorce, récord que hasta ese momento ostentaba Juan Sánchez.

### Tottenham Hotspur

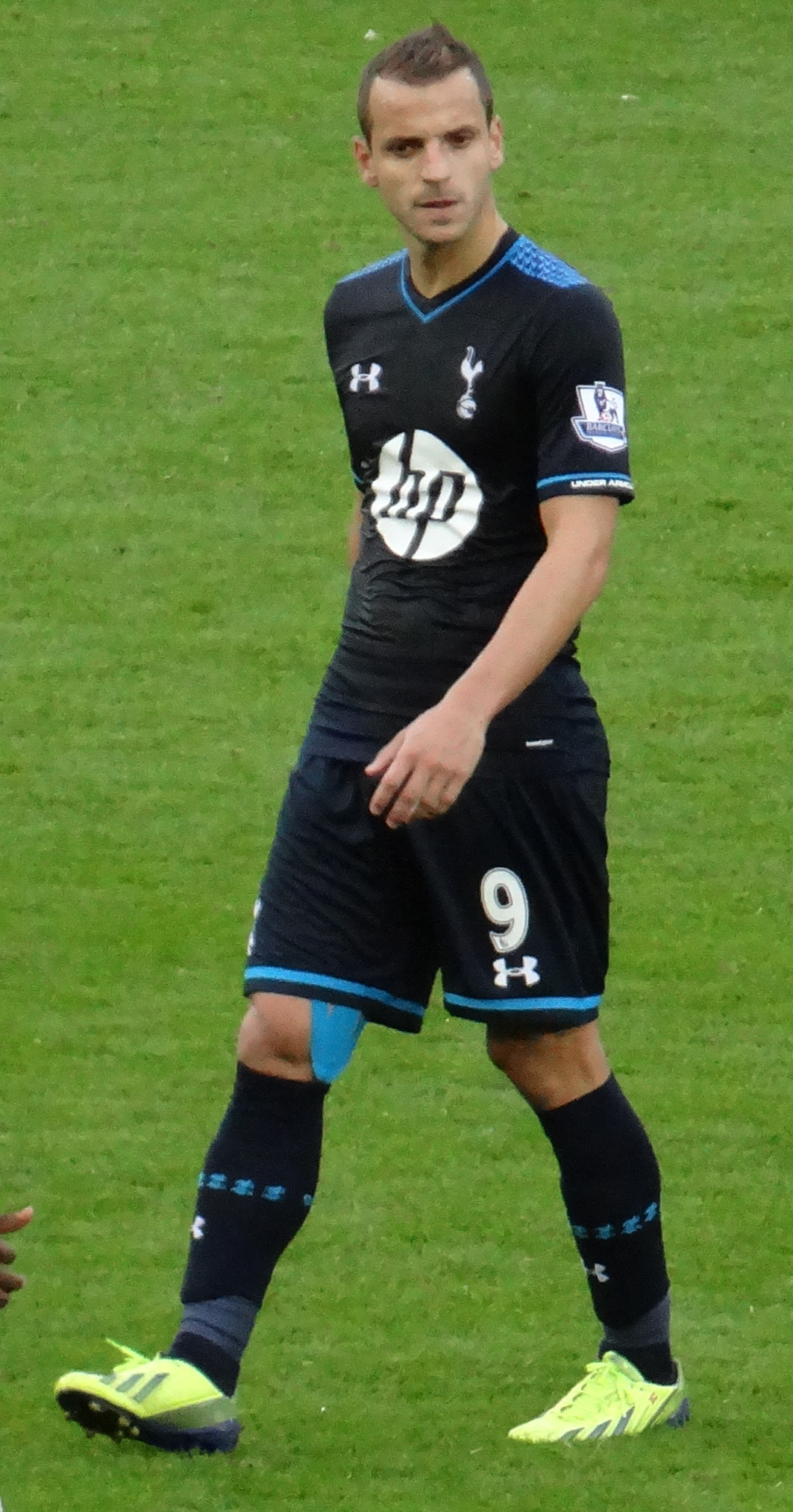
Soldado, en 2013 con la camiseta del Tottenham

El 1 de agosto de 2013, se confirmó que Soldado sería traspasado al Tottenham Hotspur de la Premier League de Inglaterra. El traspaso fue confirmado el lunes 5 de agosto, transferencia que alcanza los 30 millones de euros.
Soldado debutó en la Premier League en la primera semana de la temporada 2013-14, anotando además su primer gol desde el punto penal en la victoria 1-0 de los Spurs sobre el recientemente ascendido Crystal Palace.

### Granada C. F.
Tras quedarse sin equipo al finalizar su etapa en Turquía, el 15 de julio de 2019, el Granada C. F. hizo oficial su incorporación por una temporada con opción a otra.

### Levante U. D.
El 28 de junio de 2021 el Levante U. D. anunció su fichaje por dos años tras haber abonado su cláusula de rescisión. Su etapa en el club fue marcada por las continuas lesiones musculares que le impedían jugar con regularidad. En ese tiempo consiguió once goles en 51 partidos y dejó el club en junio de 2023 al expirar su contrato. Entonces optó por poner fin a su carrera, algo que anunció el 3 de agosto.

## Selección nacional
Roberto Soldado jugó en las categorías inferiores de la selección española. El 25 de mayo de 2007, fue incluido, por primera vez, en la lista de convocados de la selección absoluta para disputar dos partidos de clasificación para la Eurocopa 2008. De esta forma, se convirtió en el 23.º jugador que debutaba bajo las órdenes del seleccionador Luis Aragonés.
El debut de Soldado en la categoría absoluta tuvo lugar el día 2 de junio de 2007, en un partido disputado en Riga frente a la selección de Letonia con un resultado de 0-2 a favor de España. Soldado efectuó la asistencia del segundo gol.
El 27 de febrero de 2012, casi cinco años después de su última convocatoria, fue de nuevo convocado por el entrenador Vicente del Bosque para disputar un partido amistoso contra Venezuela el 29 de febrero en el estadio La Rosaleda, Málaga. Partido en el que entró de suplente en la segunda parte y logró su primer hat-trick con la selección, tras fallar un penalti. Fue convocado, ese mismo año, para disputar el amistoso frente a Serbia, en el que fue titular.
En septiembre de 2012 volvió a ser convocado para disputar el primer partido de clasificación para la Copa Mundial de Fútbol de 2014 contra Georgia, el 11 de septiembre, en el estadio Boris Paichadze. Soldado salió de titular y marcó el único gol del partido en el minuto 85.

### Participaciones en Copa Confederaciones
Roberto Soldado anotó el segundo gol para España en el partido España vs Uruguay de la primera fase. El partido finalizaría con marcador de 2-1 en favor de La Roja.
| Torneo                         | Sede   | Resultado  | Partidos | Goles |
| ------------------------------ | ------ | ---------- | -------- | ----- |
| Copa FIFA Confederaciones 2013 | Brasil | Subcampeón | 2        | 1     |

### Goles como internacional
| Goles con la selección absoluta |                          |                                            |           |     |      |                                   |
| #                               | Fecha                    | Lugar                                      | Rival     | Gol | Res. | Competición                       |
| 1                               | 29 de febrero de 2012    | La Rosaleda, Málaga, España                | Venezuela | 3-0 | 5-0  | Amistoso                          |
| 2                               | 29 de febrero de 2012    | La Rosaleda, Málaga, España                | Venezuela | 4-0 | 5-0  | Amistoso                          |
| 3                               | 29 de febrero de 2012    | La Rosaleda, Málaga, España                | Venezuela | 5-0 | 5-0  | Amistoso                          |
| 4                               | 11 de septiembre de 2012 | Estadio Boris Paichadze, Tiflis, Georgia   | Georgia   | 0-1 | 0-1  | Clasificación Mundial Brasil 2014 |
| 5                               | 11 de junio de 2013      | Yankee Stadium, Nueva York, Estados Unidos | Irlanda   | 1–0 | 2-0  | Amistoso                          |
| 6                               | 16 de junio de 2013      | Arena Pernambuco, Recife, Brasil           | Uruguay   | 2-0 | 2-1  | Copa FIFA Confederaciones 2013    |
| 7                               | 10 de septiembre de 2013 | Stade de Genève, Ginebra, Suiza            | Chile     | 1-1 | 2-2  | Amistoso                          |

 Actualizado el 16 de junio de 2013

## Estadísticas

### Clubes
| Club                                | Div.          | Temporada     | Liga  | Liga  | Copas nacionales | Copas nacionales | Torneos internacionales | Torneos internacionales | Total | Total | Media goleadora |
| Club                                | Div.          | Temporada     | Part. | Goles | Part.            | Goles            | Part.                   | Goles                   | Part. | Goles | Media goleadora |
| ----------------------------------- | ------------- | ------------- | ----- | ----- | ---------------- | ---------------- | ----------------------- | ----------------------- | ----- | ----- | --------------- |
| Real Madrid Castilla C. F. · España | 2.ª B         | 2001-02       | 3     | 0     | —                | —                | —                       | —                       | 3     | 0     | 0               |
| Real Madrid Castilla C. F. · España | 2.ª B         | 2002-03       | 26    | 8     | —                | —                | —                       | —                       | 26    | 8     | 0,31            |
| Real Madrid Castilla C. F. · España | 2.ª B         | 2003-04       | 36    | 21    | —                | —                | —                       | —                       | 36    | 21    | 0,58            |
| Real Madrid Castilla C. F. · España | 2.ª B         | 2004-05       | 38    | 22    | —                | —                | —                       | —                       | 38    | 22    | 0,58            |
| Real Madrid Castilla C. F. · España | 2.ª           | 2005-06       | 29    | 19    | —                | —                | —                       | —                       | 29    | 19    | 0,66            |
| Real Madrid Castilla C. F. · España | Total club    | Total club    | 132   | 70    | —                | —                | —                       | —                       | 132   | 70    | 0,53            |
| Real Madrid C. F. · España          | 1.ª           | 2004-05       | 0     | 0     | 2                | 0                | 0                       | 0                       | 2     | 0     | 0               |
| Real Madrid C. F. · España          | 1.ª           | 2005-06       | 11    | 2     | 4                | 1                | 2                       | 1                       | 17    | 4     | 0,24            |
| C. A. Osasuna · España              | 1.ª           | 2006-07       | 30    | 11    | 3                | 1                | 11                      | 1                       | 44    | 13    | 0,3             |
| C. A. Osasuna · España              | Total club    | Total club    | 30    | 11    | 3                | 1                | 11                      | 1                       | 44    | 13    | 0,3             |
| Real Madrid C. F. · España          | 1.ª           | 2007-08       | 5     | 0     | 2                | 0                | 1                       | 0                       | 8     | 0     | 0               |
| Real Madrid C. F. · España          | Total club    | Total club    | 16    | 2     | 8                | 1                | 3                       | 1                       | 27    | 4     | 0.14            |
| Getafe C. F. · España               | 1.ª           | 2008-09       | 34    | 13    | 0                | 0                | —                       | —                       | 34    | 13    | 0,38            |
| Getafe C. F. · España               | 1.ª           | 2009-10       | 26    | 16    | 6                | 4                | —                       | —                       | 32    | 20    | 0,63            |
| Getafe C. F. · España               | Total club    | Total club    | 60    | 29    | 6                | 4                | —                       | —                       | 66    | 33    | 0,5             |
| Valencia C. F. · España             | 1.ª           | 2010-11       | 34    | 18    | 3                | 1                | 7                       | 6                       | 44    | 25    | 0,57            |
| Valencia C. F. · España             | 1.ª           | 2011-12       | 32    | 17    | 6                | 3                | 13                      | 6                       | 51    | 26    | 0,51            |
| Valencia C. F. · España             | 1.ª           | 2012-13       | 35    | 24    | 4                | 2                | 7                       | 4                       | 46    | 30    | 0,65            |
| Valencia C. F. · España             | Total club    | Total club    | 101   | 59    | 13               | 6                | 27                      | 16                      | 141   | 81    | 0,57            |
| Tottenham Hotspur F. C. Inglaterra  | 1.ª           | 2013-14       | 28    | 6     | 1                | 0                | 7                       | 5                       | 36    | 11    | 0,31            |
| Tottenham Hotspur F. C. Inglaterra  | 1.ª           | 2014-15       | 24    | 1     | 3                | 0                | 8                       | 2                       | 35    | 3     | 0,09            |
| Tottenham Hotspur F. C. Inglaterra  | Total club    | Total club    | 52    | 7     | 4                | 0                | 15                      | 7                       | 71    | 14    | 0,2             |
| Villarreal C. F. · España           | 1.ª           | 2015-16       | 28    | 5     | 3                | 1                | 13                      | 2                       | 44    | 8     | 0,18            |
| Villarreal C. F. · España           | 1.ª           | 2016-17       | 10    | 4     | 0                | 0                | 1                       | 0                       | 11    | 4     | 0,36            |
| Villarreal C. F. · España           | Total club    | Total club    | 38    | 9     | 3                | 1                | 14                      | 2                       | 55    | 12    | 0,22            |
| Fenerbahçe S. K. Turquía            | 1.ª           | 2017-18       | 26    | 9     | 6                | 3                | 2                       | 0                       | 34    | 12    | 0,35            |
| Fenerbahçe S. K. Turquía            | 1.ª           | 2018-19       | 21    | 6     | 2                | 1                | 2                       | 0                       | 25    | 7     | 0,28            |
| Fenerbahçe S. K. Turquía            | Total club    | Total club    | 47    | 15    | 8                | 4                | 4                       | 0                       | 59    | 19    | 0,32            |
| Granada C. F. · España              | 1.ª           | 2019-20       | 33    | 7     | 6                | 4                | —                       | —                       | 39    | 11    | 0,28            |
| Granada C. F. · España              | 1.ª           | 2020-21       | 29    | 9     | 3                | 2                | 11                      | 3                       | 43    | 14    | 0,33            |
| Granada C. F. · España              | Total club    | Total club    | 62    | 16    | 9                | 6                | 11                      | 3                       | 82    | 25    | 0,3             |
| Levante U. D. · España              | 1.ª           | 2021-22       | 18    | 3     | 2                | 3                | —                       | —                       | 20    | 6     | 0,3             |
| Levante U. D. · España              | 2.ª           | 2022-23       | 29    | 3     | 2                | 2                | —                       | —                       | 31    | 5     | 0,16            |
| Levante U. D. · España              | Total club    | Total club    | 47    | 6     | 4                | 5                | —                       | —                       | 51    | 11    | 0,22            |
| Total carrera                       | Total carrera | Total carrera | 585   | 224   | 58               | 28               | 85                      | 30                      | 728   | 282   | 0,39            |
| 1. 2. 3.                            |               |               |       |       |                  |                  |                         |                         |       |       |                 |

### Tripletes
| 1  | 20 de mayo de 2007      | Ciutat de València     | Levante - Osasuna                    |  | 1 - 4 | Primera División 2006-07  |
| 2  | 25 de enero de 2009     | Coliseum Alfonso Pérez | Getafe - Sporting de Gijón           |  | 5 - 1 | Primera División 2008-09  |
| 3  | 30 de agosto de 2009    | El Sardinero           | Racing de Santander - Getafe         |  | 1 - 4 | Primera División 2009-10  |
| 4  | 29 de noviembre de 2009 | Coliseum Alfonso Pérez | Getafe - Xerez                       |  | 5 - 1 | Primera División 2009-10  |
| 5  | 2 de abril de 2011      | Coliseum Alfonso Pérez | Getafe - Valencia                    |  | 2 - 4 | Primera División 2010-11  |
| 6  | 27 de agosto de 2011    | Mestalla               | Valencia - Racing de Santander       |  | 4 - 3 | Primera División 2011-12  |
| 7  | 23 de noviembre de 2011 | Mestalla               | Valencia - KRC Genk                  |  | 7 - 0 | Liga de Campeones 2011-12 |
| 8  | 29 de febrero de 2012   | La Rosaleda            | España - Venezuela                   |  | 5 - 0 | Amistoso                  |
| 9  | 18 de marzo de 2012     | San Mames              | Athletic Club - Valencia             |  | 0 - 3 | Primera División 2011-12  |
| 10 | 23 de octubre de 2012   | Dinamo                 | BATE Borisov - Valencia              |  | 0 - 3 | Liga de Campeones 2012-13 |
| 11 | 12 de diciembre de 2013 | White Hart Lane        | Tottenham Hotspur - Anzhí Majachkalá |  | 4 - 1 | Liga Europea 2013-14      |

## Palmarés

### Campeonatos nacionales
| Título        | Club              | País   | Año  |
| ------------- | ----------------- | ------ | ---- |
| Liga Española | Real Madrid C. F. | España | 2008 |

### Títulos internacionales
| Título          | Club          | País  | Año  |
| --------------- | ------------- | ----- | ---- |
| Eurocopa sub-19 | España sub-19 | Suiza | 2004 |

### Distinciones individuales
| Distinción                                                          | Año  |
| ------------------------------------------------------------------- | ---- |
| Trofeo Zarra de Segunda División                                    | 2006 |
| Trofeo Zarra de Primera División (compartido con Fernando Llorente) | 2012 |

### Marcas
- Máximo goleador[24] en la historia del Valencia C. F. en Liga de Campeones de la UEFA con 16 goles.  Actualizado en noviembre de 2012.

| Predecesor: Álvaro Negredo | Trofeo Zarra 2011/12 | Sucesor: Álvaro Negredo |

## Vida personal

### Orígenes y familia
Roberto Soldado nació en Valencia, Valencia, el 27 de mayo de 1985. Es hijo de Antonio Soldado, también futbolista, que jugó en tercera división con el Club Deportivo Acero. Tiene raíces familiares, por parte de su madre Pilar Rillo, en la localidad guadalajareña de Embid, y en la localidad granadina de Algarinejo por parte de familia paterna. Tiene un hermano mayor, Sergio, que ha participado en algún spot publicitario junto a él. Estudió en el colegio San Juan Bosco - Salesianos de Valencia, en el cual destacó como futbolista en su equipo, el Club Deportivo Don Bosco, que competía en categoría autonómica.
Está casado con Rocío Millán y tiene tres hijos: Daniela, Enzo y Noah.

### Intereses comerciales
El 27 de julio de 2012 se confirmó que Roberto Soldado aparecería en la portada de la versión española del videojuego FIFA 13 junto a Lionel Messi, fruto de un acuerdo firmado por el presidente del Valencia C. F., Manuel Llorente, con la compañía EA Sports.
Roberto Soldado apareció en el sexto capítulo de la serie documental Capacitados, producida por Televisión Española. En este capítulo, el delantero del Valencia y la selección española, aceptó el reto de ponerse un antifaz que le impedía la visión y jugar un partido de fútbol para ciegos, siendo guiado por un joven invidente que le explicaba las técnicas y normas propias de este deporte.